# Mores (Olaszország)
Mores település Olaszországban, Szardínia régióban, Sassari megyében. Lakosainak száma 1720 fő (2023. január 1.). Mores Bonnanaro, Ittireddu, Ozieri, Torralba, Ardara, Bonorva és Siligo községekkel határos.

## Népesség
A település lakossága az elmúlt években az alábbi módon változott:
| Lakosok száma | 1905 | 1902 | 1720 |
|               | 2017 | 2018 | 2023 |